# 古賀督徳
古賀 督徳（こが まさのり、1947年3月15日 - ）は元トムス・エンタテインメント社長。佐賀県出身。

## 略歴
1969年 福岡大学法学部卒業。1969年4月1日　セガに入社。
1993年4月1日　セガ中国地区地区部長。1995年4月1日　キョクイチに移籍。
1995年12月　キョクイチ理事アミューズメント事業部長。1996年6月　キョクイチ取締役アミューズメント事業部長。1998年6月　キョクイチ取締役アミューズメント事業本部長兼アミューズメント事業部長。
2003年6月　トムス・エンタテインメント常務取締役アミューズメント事業本部長兼アミューズメント事業部長。
2004年6月　トムス・エンタテインメント常務取締役アミューズメント事業本部長
2005年11月28日　トムス・エンタテインメント代表取締役社長。

## 担当作品

### 劇場版アニメ
- 名探偵コナン 銀翼の奇術師（2004年）
- 名探偵コナン 水平線上の陰謀（2005年）
- 名探偵コナン 探偵たちの鎮魂歌（2006年）
- 名探偵コナン 紺碧の棺（2007年）
- 名探偵コナン 戦慄の楽譜（2008年）